# محمد بنونة (المحمود)
المهدي بنونة، الملقب بمحمود (الرباط 1938 - كلميمة 5 مارس 1973) كان أحد العناصر القيادية المشاركة في أحداث مولاي بوعزة وتوفي على إثرها.

## سيرته
ولد محمد بنونة بالرباط سنة 1938 من عائلة بسيطة, حيث كان والده بقالا. درس الهندسة في ألمانيا حيث كان ينتظره مستقبل زاهر في بلاده، لكن رفضه للاستبداد ومعارضته لنظام الحسن الثاني جعلاه ينتقل للصف الثوري حيث كان عنصرا قياديا في التنظيم السري وساهم في التخطيط لأحداث مولاي بوعزة سنة 1973.